# Estornell ventrenegre
L'estornell ventrenegre (Notopholia corusca) és una espècie d'ocell de la família dels estúrnids (Sturnidae), únic membre del gènere Notopholia. Es troba per tota la costa oriental africana, des de Kenya fins a Sud-àfrica. El seu estat de conservació es considera de risc mínim.